# Babesia motasi
Babesia motasi – protist należący do królestwa protista, rodziny babeszje. Wywołuje u owiec chorobę pasożytniczą – babeszjozę zwaną babeszjozą owiec. Babesia motasi jest dość dużym pierwotniakiem. Długość 2,5 – 5 µm. Kształtu gruszkowatego. W erytrocytach występują pojedynczo.